# DJ Premier
DJ Premier, de son vrai nom Christopher Edward Martin, né le 21 mars 1966 à Houston, dans le Texas, est un disc jockey et producteur de hip-hop américain, membre, avec Guru, du duo Gang Starr. En 2008, le magazine The Source cite DJ Premier dans sa liste des « 20 meilleurs producteurs de tous les temps ».
Plusieurs MCs et groupes ont travaillé avec DJ Premier : Mobb Deep, Non Phixion, The Notorious B.I.G., Nas, KRS-One, GZA, AZ, Crooklyn Dodgers, M.O.P., Capone-N-Noreaga, Jay-Z, Kanye West, Afu-Ra, Rakim, Mos Def, Das EFX, D.I.T.C., Blaq Poet, Kool G Rap ou encore Edo. G.
Il participe également à de nombreux rapprochements entre artistes issus de la Côte Ouest comme Compton's Most Wanted, Ras Kass ou Snoop Dogg et également avec le rappeur Tupac Shakur, en produisant deux morceaux sur l'album East Coast/West Coast One Nation, projet qui devait mettre un terme à la rivalité East Coast/West Coast, mais qui n'a jamais vu le jour à la suite de l'assassinat de 2Pac.

## Biographie

### Jeunesse et débuts
DJ Premier est originaire de Houston, Texas, et a étudié l'informatique à l'université texane de Prairie View.
Il a produit (c'est-à-dire « réalisé » la partie instrumentale d'un morceau) pour de très nombreux rappeurs, principalement de New York, il est à l'origine de plusieurs beats du rap East Coast. Il utilise des samples issus principalement de chanteurs de jazz, ou de soul tels que Nina Simone, Otis Redding ou encore Wilson Pickett. Comme son acolyte Guru, il déclare être d'abord sensible à une voix chez un rappeur, d'où le fait qu'il ait collaboré depuis ses débuts avec des MCs aux voix autant caractéristiques que charismatiques, notamment Guru, M.O.P., Big L, Freddie Foxxx, Big Shug, Nas ou encore le vétéran de Queensbridge, Blaq Poet. 
DJ Premier et Guru, un rappeur de Boston, sont les membres du duo Gang Starr. En parallèle, Guru est également l'instigateur de projets plus personnels comme la série des Jazzmataz. 
Jusqu'en 1994 ses productions étaient très « jazzy ». L'album Hard to Earn marque un tournant avec des productions plus sombres. DJ Premier voulait prouver que l'appellation systématique du producteur de jazz rap était un peu réductrice pour un compositeur de son rang.

### Années 2000 et 2010

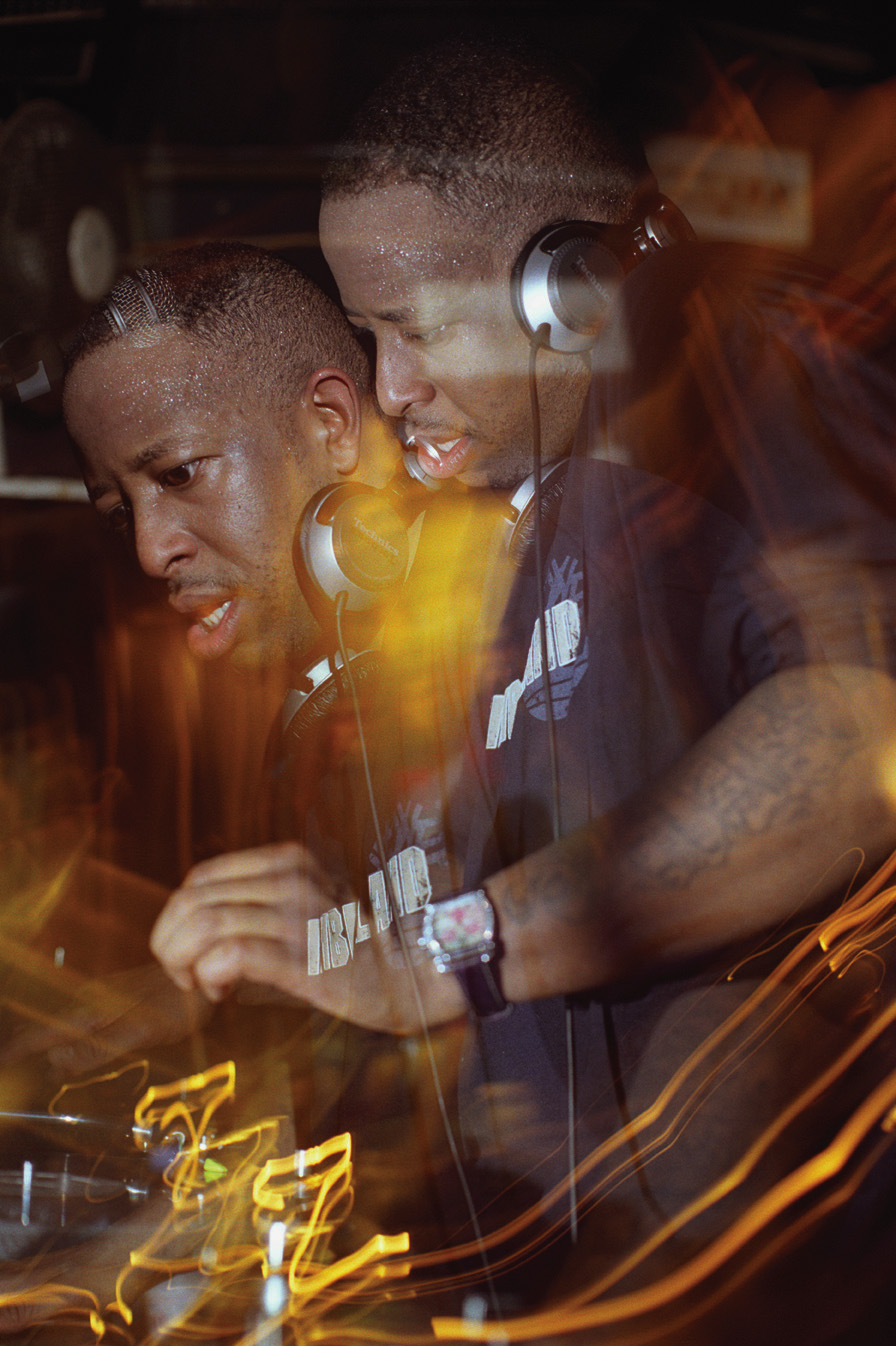
DJ Premier, sur scène en Allemagne en 2001.

Parallèlement à ses nombreuses productions, DJ Premier achète en 2003 le studio new-yorkais D&D, dans lesquels ont été enregistrés de nombreux albums rap américain (Nas, The Notorious B.I.G., etc.).  En 2006, la chanteuse pop/RnB Christina Aguilera fait appel à Premier pour produire son album Back to Basics.
Il contribue à une chanson dans l'album The R.E.D. Album de Game en 2011.  En septembre 2012, Immortal Technique annonce qu'une chanson, intitulée Born in the Trap, sera produite par Premier pour son nouvel album The Middle Passage. Un album en collaboration avec Royce da 5'9", sous le nom de PRhyme, est sorti le 14 décembre 2014. Une suite, intitulée PRhyme 2 est prévue pour 2017.

## Discographie

### Albums solo
- 1996 : Crooklyn Cuts (Volume III Tape A)
- 1996 : Crooklyn Cuts (Volume III Tape B)
- 1997 : Crooklyn Cuts (Volume III Tape C)
- 1997 : Crooklyn Cuts (Volume III Tape D)
- 1997 : New York Reality Check 101 (Mixtape)
- 1998 : Rough Beats & Loops Vol.2
- 1999 : The Premo Collection
- 2001 : Beats 2 Blaze Mics To
- 2001 : Time 2 Chill Vol.1
- 2003 : Prime Cuts Vol.1
- 2003 : Golden Years 1989-1998
- 2004 : Golden Years Reloaded
- 2004 : Golden Years Returns
- 2004 : Step Ya Game Up
- 2005 : Holiday Hell
- 2005 : Checc Ya Mail
- 2005 : DJ Premier and Mr. Thing - The Kings of Hip-Hop
- 2006 : No Talent Required (Mixtape)
- 2006 : God Vs Tha Devil
- 2006 : Unreleased Instrumentals
- 2007 : Step Ya Game Up Vol.2
- 2007 : Re-Program
- 2007 : Inside Lookin Out
- 2007 : Outside Lookin In
- 2007 : DJ Premier Salutes - James Brown : The Foundation Of Hip-Hop
- 2007 : DJ LRM : Instrumental World Vol. 39 - DJ Premier Edition
- 2008 : Rare Play, Vol. 1 (Compilation regroupant les plus beaux samples de DJ Premier)
- 2008 : Time 4 Change
- 2008 : Crooklyn Cuts #4 (vinyls)
- 2009 : Rare Play, Vol. 2 (Compilation regroupant les plus beaux samples de DJ Premier)
- 2009 : Rare Play 20th Anniversary
- 2009 : WBLS Thunderstorm Vol.1
- 2009 : WBLS Thunderstorm Vol.2
- 2009 : WBLS Thunderstorm Vol.3
- 2009 : WBLS Thunderstorm Vol.4
- 2009 : WBLS Thunderstorm Vol.5
- 2009 : WBLS Thunderstorm Vol.6
- 2009 : On tha Road Again
- 2009 : Originals

### Albums collaboratifs
- 1989 : No More Mr. Nice Guy (avec Gang Starr)
- 1991 : Step in the Arena (avec Gang Starr)
- 1992 : Daily Operation (avec Gang Starr)
- 1994 : Hard to Earn (avec Gang Starr)
- 1998 : Moment of Truth (avec Gang Starr)
- 1999 : Full Clip: A Decade of Gang Starr (avec Gang Starr)
- 2003 : The Ownerz (avec Gang Starr)
- 2012 : KoleXXXion (avec Bumpy Knuckles)
- 2014 : PRhyme (avec Royce da 5'9")
- 2018 : PRhyme 2 (avec Royce da 5'9")
- 2019 : One of the Best Yet (avec Gang Starr)